# Sérgio Comba
Sergio Héctor Comba  est un footballeur argentin né le 15 octobre 1978. Il évolue au poste d'attaquant en faveur du Deportes Temuco.

## Biographie
Il joue pour de nombreux clubs, notamment l'Atlético Rafaela, Sarmiento, Ferro Carril Oeste, Pistoiese, San Martín de Tucumán, Defensores, CA Huracán, Cruz Azul Hidalgo, Defensores, l'Atlético Rafaela, San Martín de Mendoza, YF Juventus, Sangiovannese, Celano, Defensores de Belgrano et Santiago Morning. 
Il a également un bref passage en Ligue 1 avec le FC Nantes en 1998, recruté en compagnie de son équipier Diego Bustos, en provenance de Ferro Carril Oeste.
Il dispute au cours de sa carrière 75 matchs en première division chilienne (25 buts), 13 matchs en première division argentine (un but), deux matchs en Ligue 1 française, et enfin un match en Copa Sudamericana.